# 韦义节
韦义节（？—？），京兆郡杜陵县（今陕西省西安市长安区）人，出自京兆韦氏郧公房，隋朝仪同三司、毛州刺史、滑国定公韦寿之子，隋朝、唐朝官员。

## 生平
韦义节在隋朝出任银青光禄大夫、大将军府谘议参军事、大丞相府属。武德元年六月甲戌朔（618年6月28日），唐高祖李渊在接受禅让建立唐朝后任命韦义节出任礼部侍郎。武德元年，虞州刺史韦义节进攻隋朝河东郡通守尧君素，韦义节是文职官员，胆小怯懦，久攻不下，军队几次陷于不利形势。九月壬子（618年10月4日），唐高祖派工部尚书独孤怀恩替代韦义节统帅军队。韦义节之后担任刑部侍郎、卢州西韩州二州刺史、上开府，封襄城县开国公。

## 家庭

### 子女
- 韦怀德，唐朝朝散大夫、益州录事参军[1]
- 韦怀哲，唐朝游击将军、左千牛
- 韦茗华，嫁唐朝中书舍人、鸿胪少卿、东阳郡开国公杜敬同，封襄武郡君